# Высоковольтная линия постоянного тока Хэнам-Чеджудо
Высоковольтная линия постоянного тока Хэнам-Чеджудо — 101-километровая HVDC кабельная линия, соединяющая материковую Южную Корею с островом Чеджудо (Южная Корея). Линия была запущена в эксплуатацию в 1996 году.
Линия предназначена для обеспечения электроэнергией потребителей острова из-за недостаточности собственных мощностей генерации. Система состоит из двух монополярных линий напряжением 180 кВ, с мощностью передачи до 300 МВт. Линия идет от преобразовательной станции в уезде Хэнам 34°22′03″ с. ш. 126°35′34″ в. д. к преобразовательной станции на Чеджудо 33°32′06″ с. ш. 126°35′44″ в. д. и полностью выполнена кабелем. Первые 5 км линия проложена под землей, остальная часть кабеля проложена в море. Из-за близости станции на Чеджудо к морю, все оборудование защищено от воздействия соли. Подстанции Чеджудо оборудованы синхронными компенсаторами — двумя генераторами мощностью по 70 МВт и напряжением 13,8 кВ, приводимых в движение газовыми турбинами.